# Hymenostylium insigne
Hymenostylium insigne là một loài rêu trong họ Pottiaceae. Loài này được (Dixon) Podp. mô tả khoa học đầu tiên năm 1954.